# Pusztaszentlászló
Pusztaszentlászló là một thị trấn thuộc hạt Zala, Hungary. Thị trấn này có diện tích 10,34 km², dân số năm 2010 là 620 người, mật độ 60 người/km².